# Slotten Augustusburg och Falkenlust
Slotten Augustusburg och Falkenlust i Brühl i Tyskland blev 1984 uppsatta på Unescos världsarvslista. De hänger samman genom en stor trädgård.

## Historik
Slotten byggdes i början av 1700-talet av ärkebiskopen i Köln, Klemens August av Bayern. Byggmästare var Johann Conrad Schlaun och François de Cuvilliés. Den magnifika trapphallen i Augustusburg ritades av Balthasar Neumann. Falkenlust uppfördes 1729-1740, efter Amalienburgs jaktstuga (i parken intill slottet Nymphenburg i Bayern).
Augustusburg skadades svårt av bombningar under andra världskriget; Balthasar Neumanns trappa undgick dock förstörelse. Renoveringsförsök som gjorts på slottet har visas sig komplicerade på grund av att det inte finns så många ursprungskällor kvar.
Mellan 1949 och 1996 användes Augustusburg av Tysklands förbundspresident vid besök av utländska gäster, varibland kan nämnas drottning Elizabeth II av Storbritannien samt de amerikanska presidenterna Jimmy Carter och Ronald Reagan. 

### Trädgårdar
Ritningen för första våningens trädgård gjordes av Dominique Girard. Han ritade också en omfattande blomsterpark söder om slotten, den blev dock aldrig färdigställd här, men rekonstruerades av Peter Joseph Lenné på 1800-talet för att användas i ett engelskt landskapsprojekt. 

### Att besöka slottet
Sedan 2001 har det erbjudits vanliga sightseeingturer liksom särskilda temabesök. Slottet Augustusburg och dess trädgårdar fungerar också som spelplats för Brühls slottskonserter.

## Galleri

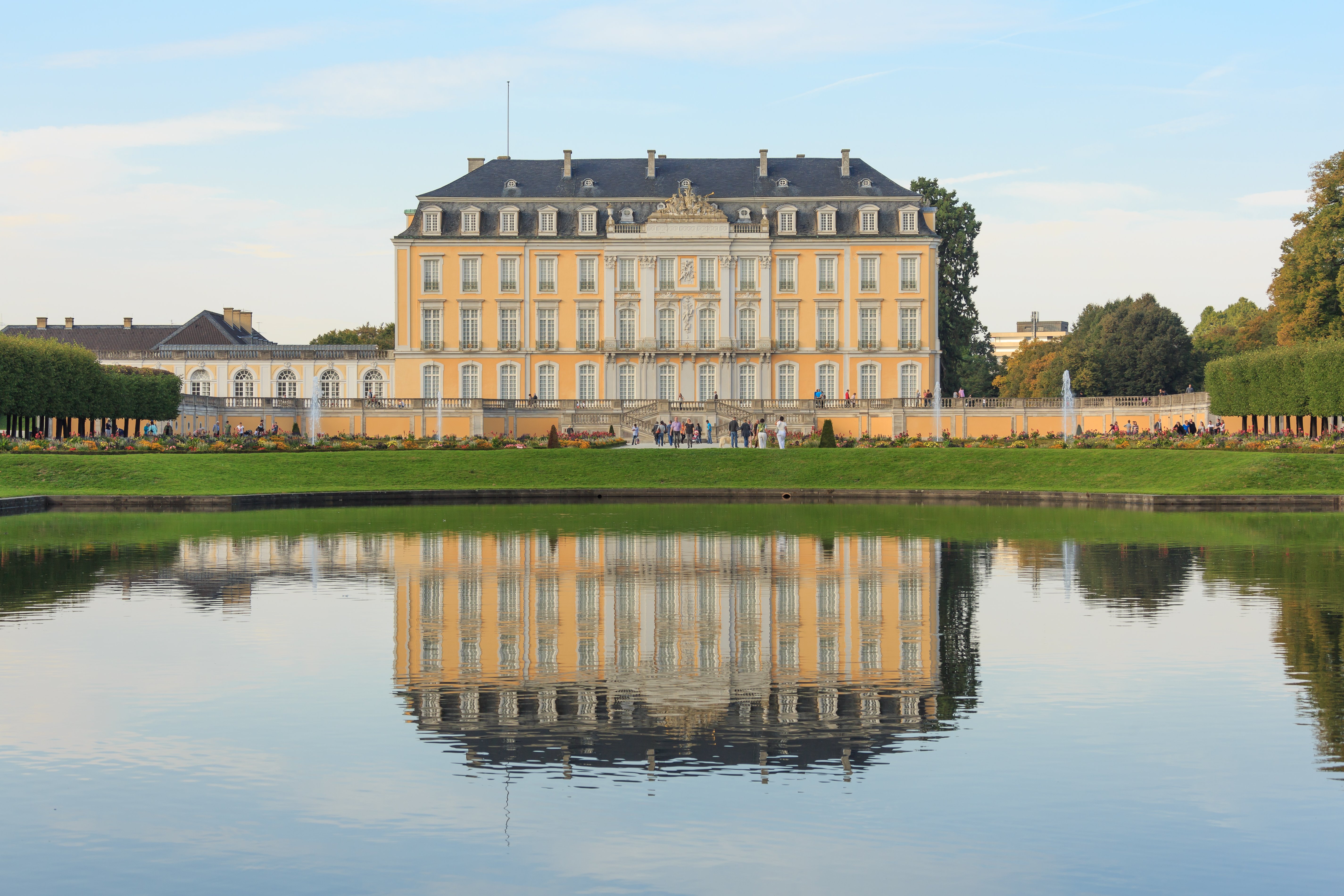
Augustusburgs västfasad.
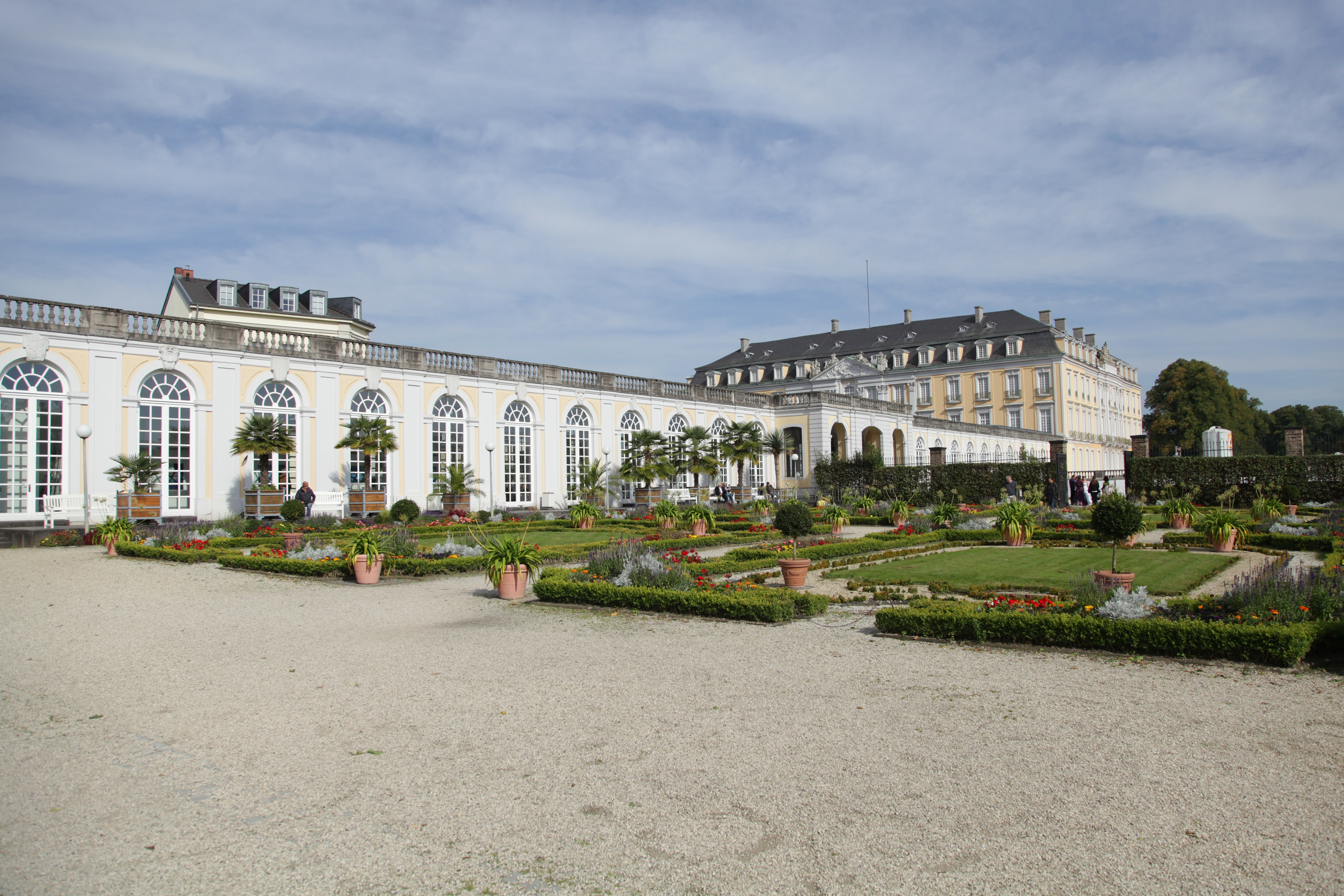
Orangeriet med orangeriparterren.
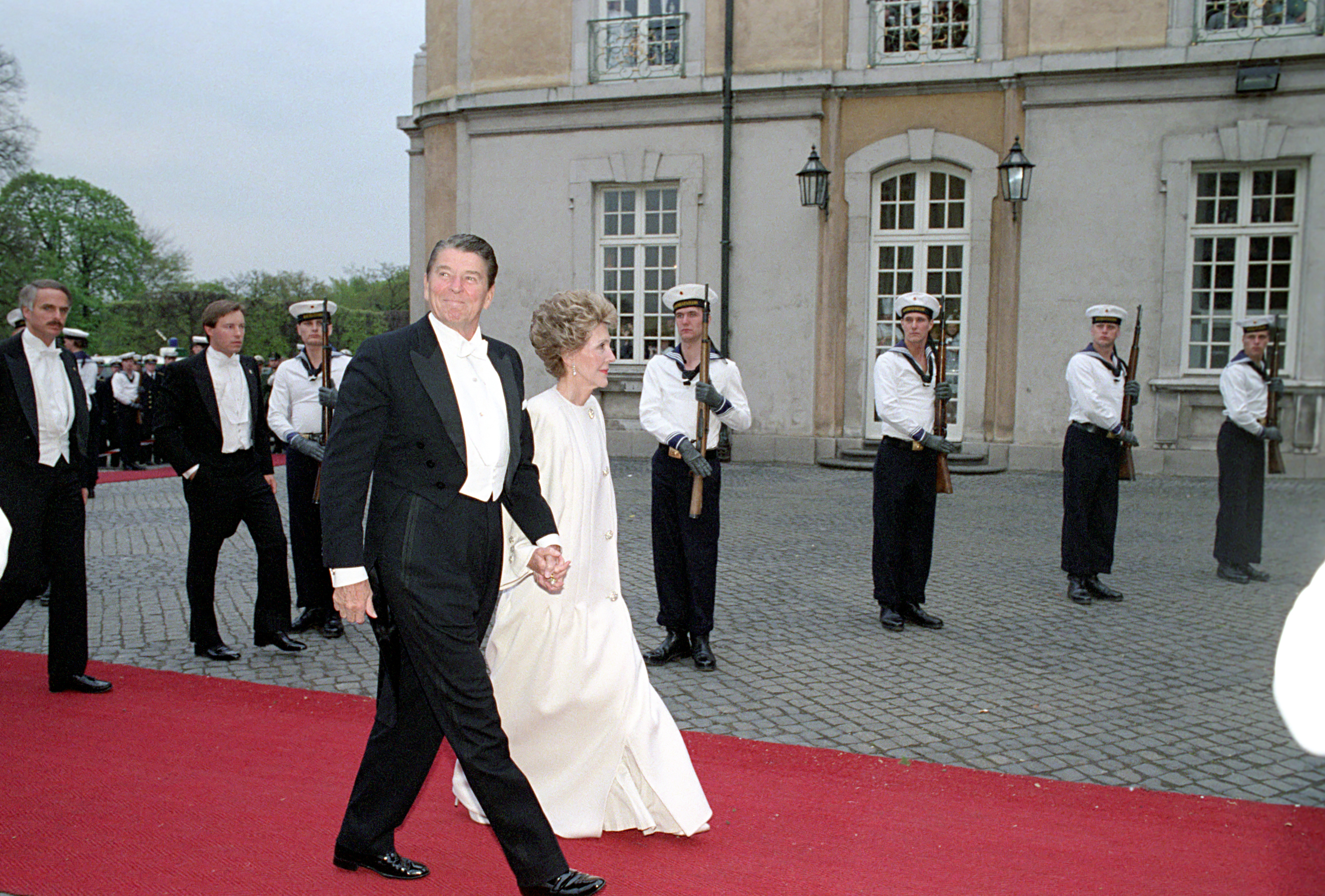
Augustusburg besöks av den amerikanske presidenten Ronald Reagan med hustru Nancy 1985.
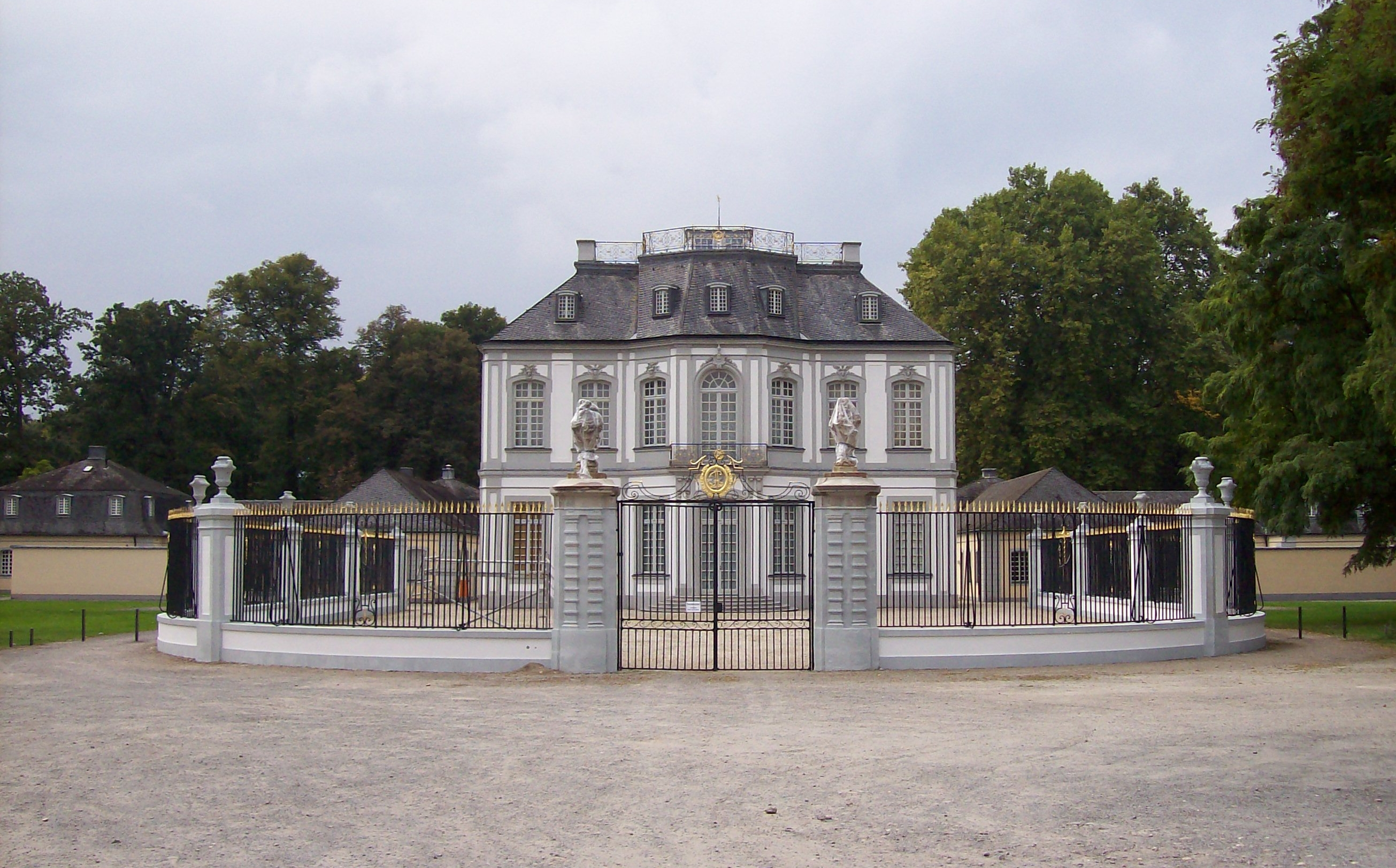
Lustslottet Falkenlust